# Angraecum linearifolium
Angraecum linearifolium är en orkidéart som beskrevs av Leslie Andrew Garay. Angraecum linearifolium ingår i släktet Angraecum och familjen orkidéer. Inga underarter finns listade i Catalogue of Life.